# Motu Tapu
Motu Tapu (auch: Lazaretto, Motu Tabu, Motutapa Island) ist ein kleines Inselchen im Norden von Tongatapu im Pazifik. Sie gehört politisch zum Königreich Tonga.

## Geografie
Das Motu liegt auf der Nordseite der Piha Passage (Astrolabe Channel) vor der Nordküste von Tongatapu, gegenüber von Kolonga. Die nächstgelegenen Inseln sind Nuku und Onevao.

## Klima
Das Klima ist tropisch heiß, wird jedoch von ständig wehenden Winden gemäßigt. Ebenso wie die anderen Inseln der Tongatapu-Gruppe wird Motu Tapu gelegentlich von Zyklonen heimgesucht.